# René Pêtre
Pour les articles homonymes, voir Pêtre.
René Pêtre, né à Ghlin le 5 juin 1911 et mort à La Louvière le 27 décembre 1976, est un homme politique belge, membre du PSC.
René Pêtre était ouvrier mineur de profession et fut secrétaire national du syndicat chrétien des mineurs.

## Carrière politique
René Pêtre fut député de 1954 à 1976 et fut ministre de la Fonction publique entre 1968 et 1972 dans le gouvernement Gaston Eyskens IV.